# قائمة البعثات الدبلوماسية في اليونان

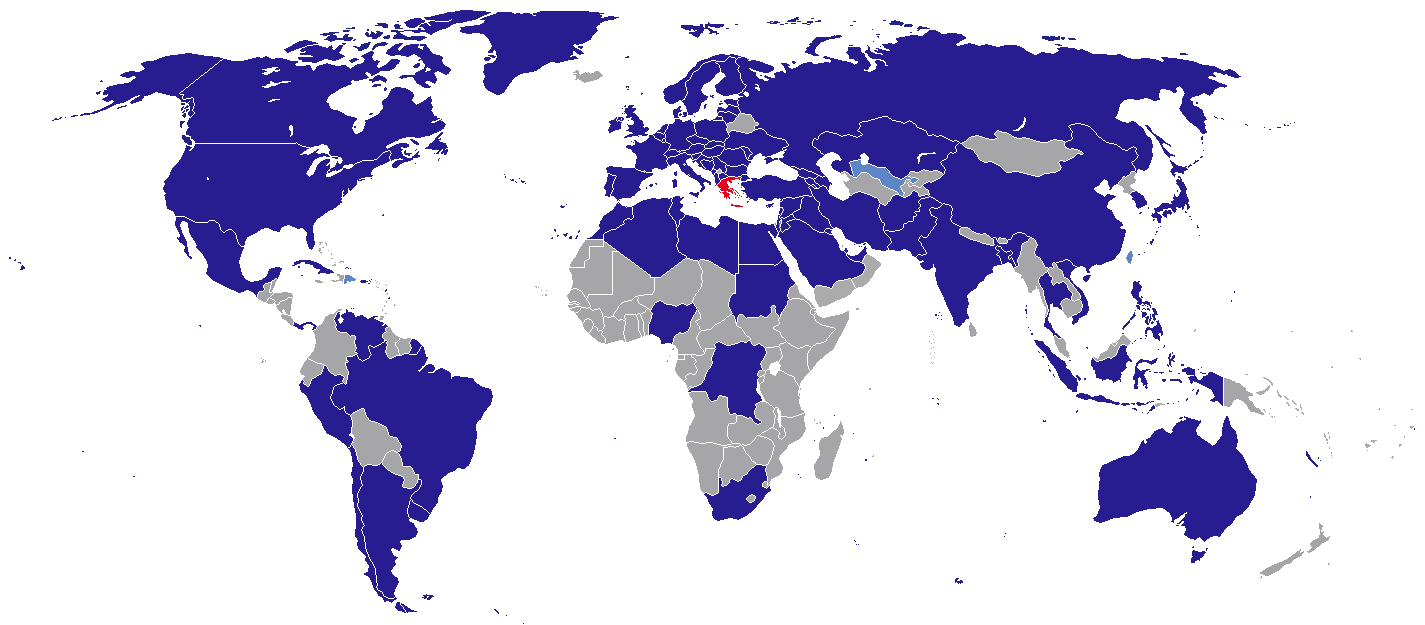
خريطة البعثات الدبلوماسية في اليونان.

تعرض هذه الصفحة قائمة البعثات الدبلوماسية في اليونان. حاليا، توجد في العاصمة أثينا 85 سفارة. دول أخرى عديدة لها سفراء معتمدون في اليونان، لكن معظمهم يقيم في روما، أو باريس. هذه القائمة تستثني القنصليات الفخرية.

## سفارات

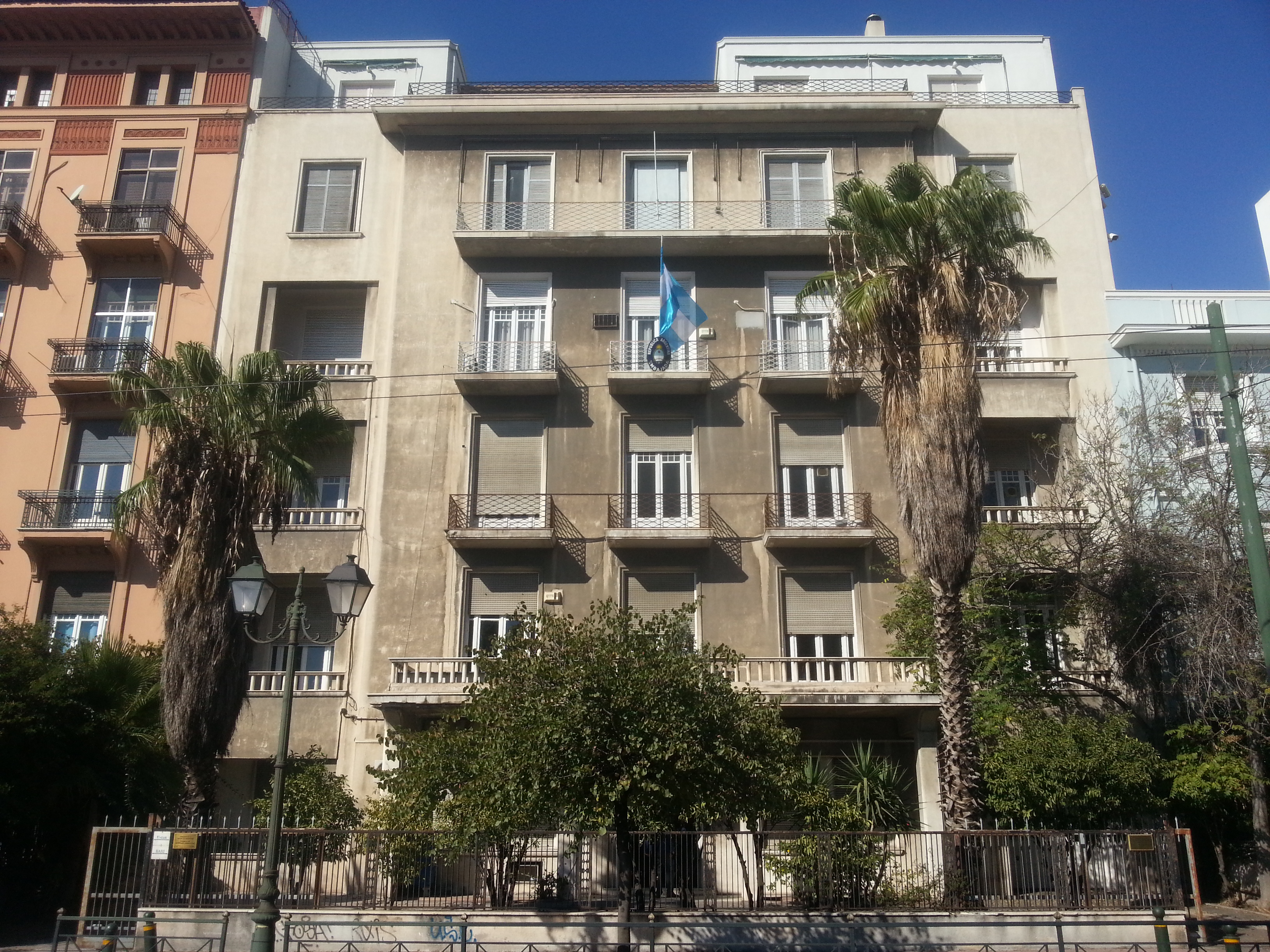
سفارة الأرجنيتن في أثينا

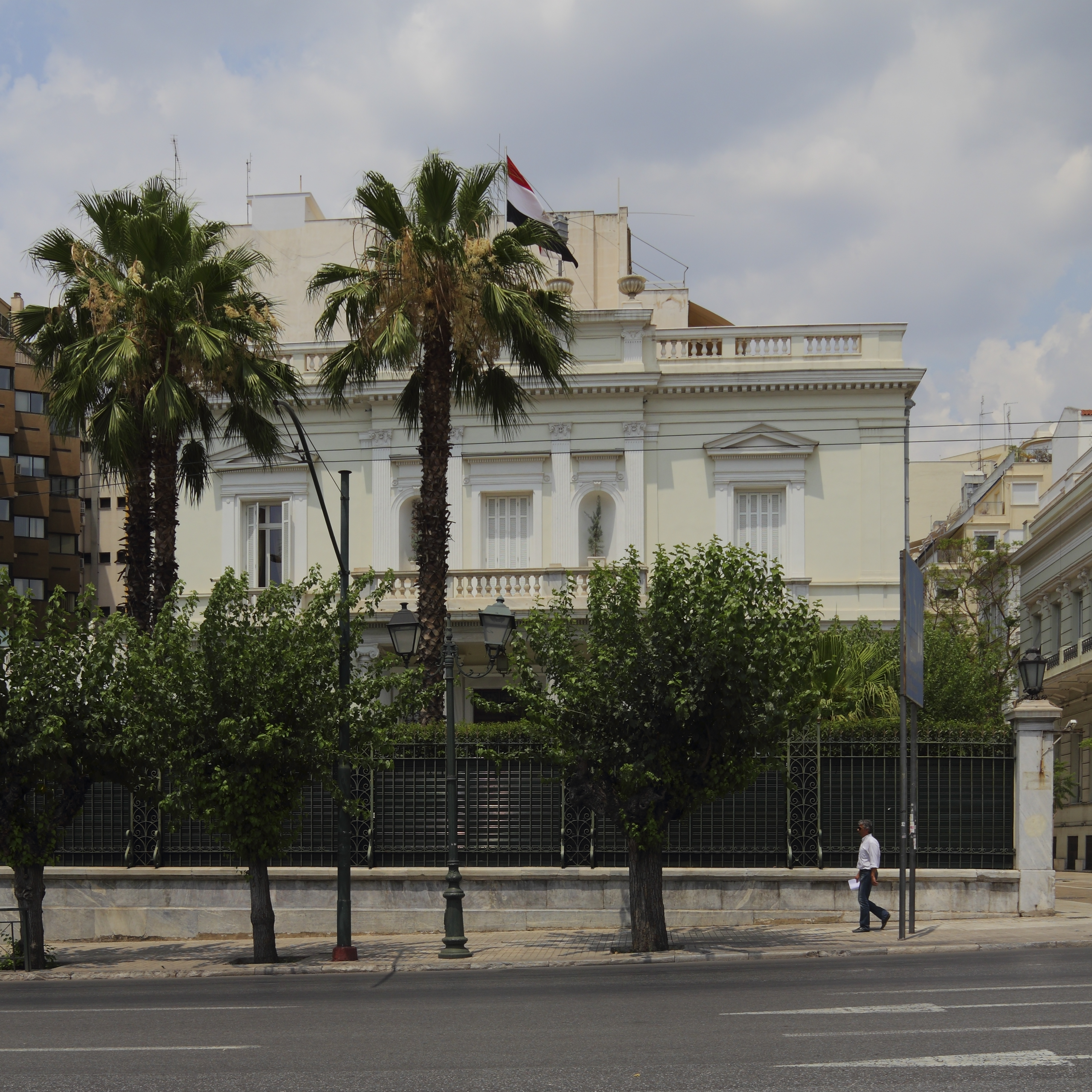
سفارة مصر في أثينا

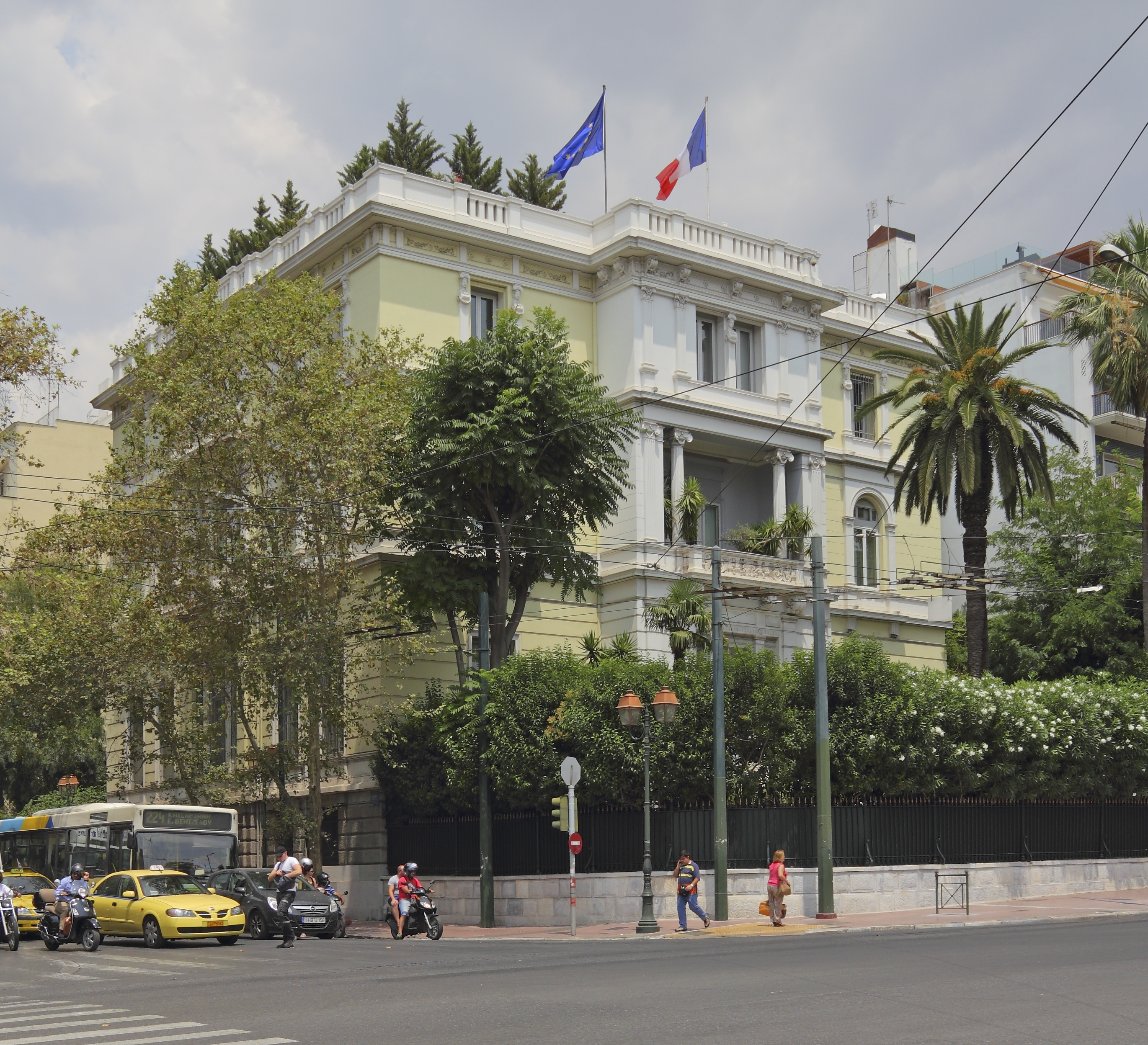
سفارة فرنسا في أثينا

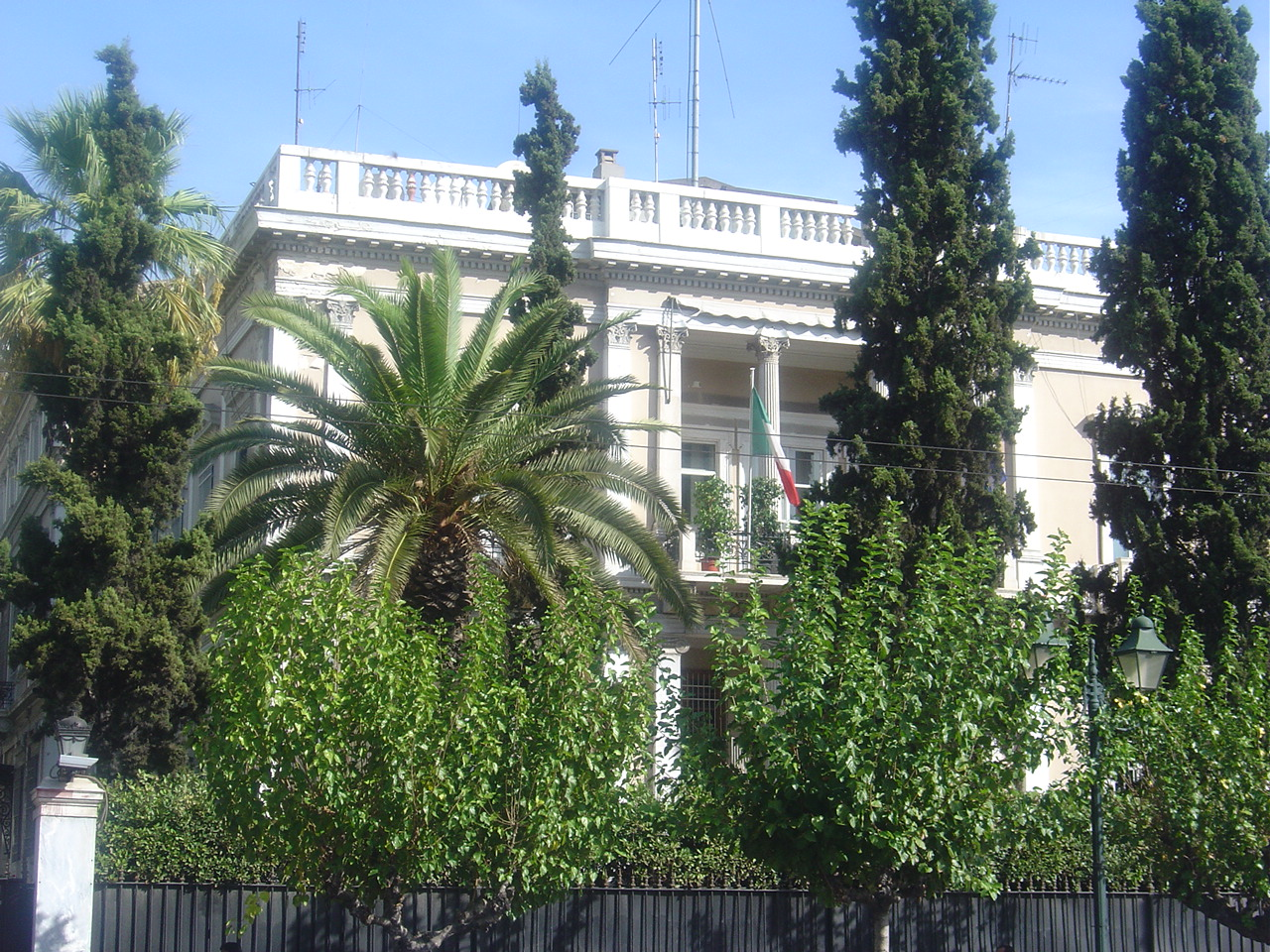
سفارة إيطاليا في أثينا

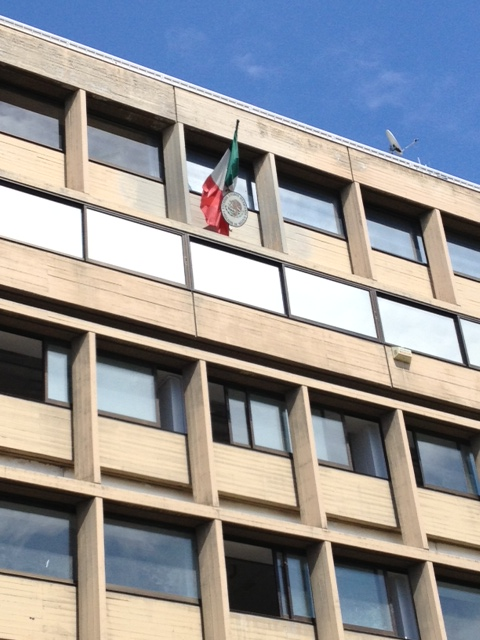
سفارة المكسيك في أثينا

أثينا
| - أفغانستان - ألبانيا - الجزائر - أنتيغوا وباربودا - الأرجنتين - أرمينيا - أستراليا - النمسا - أذربيجان - بنغلاديش - بلجيكا - البوسنة والهرسك - البرازيل - بلغاريا - كندا - تشيلي - الصين - جمهورية الكونغو الديمقراطية - كرواتيا - كوبا - قبرص - جمهورية التشيك - الدنمارك - مصر - إستونيا - فنلندا - فرنسا - جورجيا - ألمانيا | - الفاتيكان - المجر - الهند - إندونيسيا - إيران - العراق - أيرلندا - إسرائيل - إيطاليا - اليابان - الأردن - كازاخستان - الكويت - لاتفيا - لبنان - ليبيا - ليتوانيا - لوكسمبورغ - مالطا - المكسيك - مولدوفا - الجبل الأسود - المغرب - هولندا - نيجيريا - النرويج - باكستان - بنما - بيرو | - الفلبين - بولندا - البرتغال - قطر - رومانيا - روسيا - السعودية - صربيا - سلوفاكيا - سلوفينيا - جنوب إفريقيا - كوريا الجنوبية - إسبانيا - السودان - السويد - سويسرا - سوريا - تايلاند - تونس - تركيا - أوكرانيا - الإمارات العربية المتحدة - المملكة المتحدة - الولايات المتحدة - الأوروغواي - فنزويلا - فيتنام |

## مكاتب أخرى في أثينا
- مقدونيا (مكتب ربط)
- فلسطين (بعثة دبلوماسية)
- الجمهورية العربية الصحراوية الديمقراطية (مكتب تمثيلي)
- تايوان (مكتب تمثيلي)

## قنصليات عامة
أثينا
- جمهورية الدومينيكان
- أوزبكستان

سلانيك
- ألبانيا
- بلغاريا
- قبرص
- فرنسا
- ألمانيا
- جورجيا
- اليابان
- مقدونيا
- رومانيا
- روسيا
- صربيا
- تركيا
- أوكرانيا
- الولايات المتحدة

يوانينا
- ألبانيا

كوموتيني
- تركيا

بيرايوس
- تركيا

رودس
- تركيا

## سفارات غير مقيمة
| مقيمة في روما - بوليفيا - بوركينا فاسو - الرأس الأخضر - كولومبيا - جمهورية الكونغو - كوستاريكا - السلفادور - الغابون - غانا - غينيا - هايتي - ساحل العاج - كينيا - ليسوتو - مالي - موريتانيا - موزمبيق - ميانمار - نيوزيلندا - نيكاراغوا - عُمان - باراغواي - سريلانكا - السودان - تنزانيا - أوغندا - اليمن - زامبيا | مقيمة في باريس - بوروندي - كمبوديا - الكاميرون - تشاد - غينيا الاستوائية - ليبيريا - منغوليا - نيبال - غينيا بيساو - توغو مقيمة في بروكسيل - الكاميرون - فيجي - موريشيوس - النيجر - بابوا غينيا الجديدة مقيمة في لندن - بروناي - آيسلندا - سيراليون - إسواتيني مقيمة في جنيف - بوتسوانا - بوروندي - جمهورية إفريقيا الوسطى - جامايكا | مقيمة في عاصمة أخرى - بيلاروس (صوفيا) - جمهورية الدومينيكان (الفاتيكان) - الإكوادور (بودابست) - غامبيا (مدريد) - غواتيمالا (الفاتيكان) - ماليزيا (بوخارست) - منغوليا (صوفيا) - سان مارينو (سان مارينو) |

## روابط خارجية
- القائمة الكاملة للبعثات الدبلوماسية في اليونان

## مقالات متعلقة
- متطلبات الحصول على تأشيرة لمواطني اليونان